# 임성중학교
임성중학교(任城中學校)는 대한민국 충청남도 예산군 오가면 역탑리에 있는 사립 중학교이다.

## 학교 연혁
- 1956년 2월 23일 : 재단법인 향도학원 설립인가, 초대 이사장 이승종 선생 취임
- 1956년 3월 16일 : 초대 교장 강도흠 선생 취임
- 1959년 1월 17일 : 예산군 오가면 내량리로 옮김
- 1961년 8월 21일 : 제3대 교장 이상재 선생 취임
- 1964년 1월 25일 : 학교법인 향도학원으로 조직변경 인가
- 1968년 9월 20일 : 예산군 오가면 역탑리 463-18로 교사 신축 이전
- 1988년 8월 24일 : 제7대 이사장 이기운 선생 취임
- 2023년 9월 1일 : 제9대 교장 강봉규 선생 취임
- 2024년 1월 8일 : 제66회 졸업(19명, 총 7,351명)
- 2024년 3월 4일 : 2024학년도 입학(11명)

## 참고 자료
- 임성중학교 - 한국교육학술정보원 학교알리미